# Nombre persa
La instauración en Irán de un sistema análogo al occidental de identificación personal uniforme a través de uno o más «nombres de pila» y un apellido o nombre familiar hereditario (por vía paterna, sin cambio de apellido en las mujeres al casarse) se produce durante el régimen modernista de Reza Shah (c. 1925 – 1941). Anteriormente y durante el período islámico regía un sistema multiforme en el que, en función del ámbito y la significación social de los distintos individuos, al nombre «de pila» podían sumarse diversos elementos relacionados con la familia (antecedente y descendientes, estatus familiar), el oficio, el lugar o lugares de origen, la tribu, rangos religiosos o profesionales, etc.

## Estructura del nombre persa
A causa de la conquista musulmana de Persia, algunos nombres persas se derivan del árabe, pero la mayor parte del pueblo utiliza nombres en su propio lenguaje. Los persas cristianos tienen nombres que no se distinguen de los de sus vecinos musulmanes, pero no usan específicamente nombres musulmanes tales como Mahoma. Usan versiones persas de origen árabe de nombres bíblicos así como traducciones persas de los nombres cristianos, porque la mayor parte de los nombres cristianos son palabras indoeuropeas, parecidas al persa. Hay también derivaciones árabes de nombres cristianos (por ejemplo, los nombres de los santos), y de los nombres de origen griego, asirio, o especialmente armenio; el último es correcto y no sorpresa porque la mayoría de iranios cristianos son armenios iraníes. Todos nombres son también usado por los afganos, hazaras, y tayikos, quienes también hablan persa.

## Varios distintivos antroponímicos
- Aqa o Aga (en persa, آقا): «señor». Término general del respeto.
- Bashí: apuesto a un nombre de profesión, título que porta el especialista de máximo rango de la especialidad en cuestión dentro de la corte.
- Ayatollah (آیت‌الله) y gran ayatolá (ایت‌الله العظمی, ayatollah ol-ozmá) - los títulos más altos dentro del clero duodecimano.
- -chí (چی): sufijo habitualmente «de profesión».
- Darvish (درویش): «derviche», «mendigo», sufí de tipo ascético.
- Hachí (حاجی): se antepone al nombre de quien ha realizado el peregrinaje islámico a La Meca.
- í (ی): sufijo general de relación, de utilización general en la formación de «apellidos» de todo tipo: Jorasaní, «de Jorasán»; Shirazí, «de Shiraz»; Neyshaburí, «de Nishapur»; Bajtiarí, «de la etnia Bajtiarí», etc.
- ián‌ (یان): plural del anterior.
- Yenab (جناب): antepuesto al nombre, trato respetuoso común.
- Karbalaí (کربلایی): se antepone al nombre del que ha realizado el peregrinaje a Kerbala. Igualmente se aplica al oriundo de la ciudad (en Irak).
- Jan (o Khan en transcripción inglesa, خان): título nobiliario que se pospone frecuentemente al nombre «de pila» en un registro cariñoso.
- Mashhadí (مشهدی): se antepone, vulgarmente abreviado en Mash, a quien ha realizado el peregrinaje a Mashhad.
- Mir (میر): abreviación de «emir», se antepone al hijo de madre seyyed.
- Mirzá (میرزا): abreviación de amirzadé, «hijo de emir». Solía anteponerse como término general de respeto aplicado a letrados o príncipes.
- Mulá (ملا): «mulá», clérigo islámico. Solía anteponerse al nombre. Igualmente Ajund (آخوند), con el mismo significado.
- -pur, -zadé: sufijos con el significado de «hijo de».
- Ostad: «maestro», en el sentido de aquel que ha dominado un oficio, un arte o una disciplina académica. También, actualmente, «catedrático».
- Seyyed o seyyedé: antepuesto a los descendientes de Mahoma.
- Seghatoleslam (ثقت الاسلام) es un título honorífico dentro del clero duodécimo chiita. Seghatoleslam designa narradores cuya justicia y confiabilidad han sido verificadas explícitamente.
- Shah: rey de Persia o Irán.

## Días Finales
Entre muchas otras reformas de secularización y modernización, apellidos fueron requerido por Reza Sah Pahlavi sigan patrones modernos similares en Turquía en tiempo de Mustafa Kemal Atatürk, y más tarde en Egipto, en tiempo de Gamal Abdel Nasser.

## Glosario de nombres persas
Femeninos
editar
A
editar
	•	Afsané (افسانه): «relato; cuento, leyenda».
	•	Ahú (آهو): «gacela».
	•	Amitís (آمیتیس): nombre de la hija de Jerjes I.
	•	Anahitá (آناهیتا): Anahi.
	•	Anushé, Anusha (انوشه، آنوشا): «inmortal».
	•	Arezú (آرزو): «deseo».
	•	Arghaván (ارغوان): «púrpura».
	•	Armitá (آرمیتا): «tranquilizada».
	•	Arshiá (ارشیا، آرشیا): «trono real».
	•	Asá (آسا): «adorno».
	•	Atusá (آتوسا): «cuerpo bello».
	•	Azadé (آزاده): «libre de defectos, libre».
	•	kurosh(.ji)
B
editar
	•	Bahar (بهار): «primavera».
	•	Baharak (بهارک): «primaverita».
	•	Baharé (بهاره): «primaveral»:
	•	Banafshé (بنفشه): «violeta».
	•	Behnaz (بهناز): «hermosa zalamería».
	•	Behnush (بهنوش): «buen néctar».
	•	Bitá (بیتا): «sin par».
D
editar
	•	Dará (دارا): «poseedora, adinerada».
	•	Darya (دریا): «mar».
	•	Delshad/Dilshad (دلشاد): «de corazón alegre».
	•	Delará (دل‌آرا): «adorno del corazón».
	•	Delaram (دلارام): «de corazón tranquilo».
	•	Delkash (دلکش): «que atrae los corazones».
	•	Delnavaz (دلنواز): «que acaricia el corazón».
E
editar
	•	Elahé (الهه): diosa.
F
editar
	•	Faranak (فرانک): «de orejas oscuras».
	•	Faribá (فریبا): «atractiva».
	•	Farivash (فریوش): «semejante a las hadas».
	•	Farnaz, Farinaz (فرناز، فریناز): «de coquetería graciosa y digna».
	•	Farnush, Farinush (فرنوش، فرینوش): «que degusta la gloria».
	•	Farzán, Farzané (فرزان، فرزانه): «sabia, culta».
	•	Fatemé (فاطمه, pronunciación persa de Fátima, Fatma, Fadma; hija de Mahoma): «joven camella».
	•	Fereshté (فرشته): «ángel».
	•	Firuzé (فیروزه): «turquesa».
	•	Forugh (فروغ): «brillo».
G
editar
	•	Gelaré (گلاره): «ojo» (lorí).
	•	Ghazal (غزل): «gacela».
	•	Ghazalé (غزاله): «gacela (hembra)».
	•	Gití (گیتی): «mundo, universo».
	•	Golalé (گلاله): «ramo de flores».
	•	Golará (گل‌آرا): «que adorna flores».
	•	Golbahar (گل‌بهار): «flor de primavera».
	•	Golbanú (گل‌بانو): «señora floral».
	•	Golbarg (گلبرگ): «pétalo de flor».
	•	Golí (گلی): «como una flor; roja».
	•	Golnar (گلنار): «flor de granado».
	•	Golnesá (گلنسا): «señora flor».
	•	Golnush (گلنوش): «dulce como una flor».
	•	Golpar (گلپر): «pétalo de flor».
	•	Golrang (گلرنگ): «de colores de flor».
	•	Golriz (گلریز): «que esparce flores».
	•	Golroj (گلرخ): «rostro de flor».
	•	Golsá (گلسا): «similar a las flores».
	•	Golshifté (گلشیفته): «enamorada de las flores, flor enamorada».
	•	Golzar (گلزار): «rosaleda».
	•	Gordafarid (گردآفرید): «creada heroína».
J
editar
	•	Jorshid (خورشید): Sol.
K
editar
	•	Kataiún (کتایون): «señora del Mundo».
	•	Kereshmé (کرشمه): «zalamería».
	•	Kalalé (کلاله): «cabellos rizados».
L
editar
	•	Ladán (لادن): «capuchina».
	•	Lalé (لاله): «tulipán».
	•	Leila, Leilí (لیلا، لیلی): «noche» (árabe).
M
editar
	•	Mahkamé (مهکامه): «plena como la Luna».
	•	Mahín (مهین): «Luna de bello rostro».
	•	Mahnaz (مهناز): «caricia de Luna».
	•	Mahroj (ماهرخ): «rostro de Luna».
	•	Mahsá (مهسا): «como la Luna».
	•	Mahastí (مهستی): «Luna del Ser».
	•	Mahshid (مهشید): «rayo de Luna».
	•	Mahtab (مهتاب): «luz de la Luna».
	•	Mahvash (مهوش): «como la Luna».
	•	Mamak (مامک): «mamita, mami, mamaíta» (kurdo).
	•	Mandaná (ماندانا): «ámbarnegro».
	•	Mania (مانیا): «cansada» (kurdo).
	•	Maniyé (منیژه): «blanca y pura».
	•	Maral (مارال): «gacela» (azerí).
	•	Marŷán (مرجان): «coral».
	•	Mehrangiz (مهرانگیز): «que suscita amor y ternura».
	•	Mehrí (مهری): «mitraica, amorosa, del Sol».
	•	Mehrnush (مهرنوش): «que escucha la ternura».
	•	Miná (مینا): «estornino de Bali, margarita».
	•	Minú (مینو): «paraíso».
	•	Mitra (میترا): «Mitra».
	•	Morvarid (مروارید): «perla».
	•	Moshdé (مژده): «buena nueva».
	•	Moshgán (مژگان): «pestañas».
N
editar
	•	Nahid (ناهید): Anahita, Venus.
	•	Nakisá (نکیسا): nombre de una célebre músico de la corte de Cosroes I.
	•	Nargés (نرگس): «narciso».
	•	Nasrín (نسرین): «rosa campestre».
	•	Nastarán (نسترن): «rosa silvestre».
	•	Nazanín (نازنین): «hermosa, bella, delicada».
	•	Nazlí (نازلی): «zalamera, coqueta» (azerí).
	•	Nazí (نازی): «zalamera, coqueta».
	•	Negar (نگار): «dibujo, ídolo».
	•	Negín (نگین): «gema».
	•	Niká (نیکا).
	•	Nilufar (نیلوفر): «nenúfar».
	•	Niná (نینا).
	•	Nushín (نوشین): «dulce y agradable al gusto».
P
editar
	•	Panteá (پانته‌آ): nombre de la esposa del rey de Susa en tiempos de Ciro I.
	•	Parastú (پرستو): «golondrina».
	•	Pargol (پرگل): «pétalo de flor; pétalo de rosa».
	•	Parí (پری): «hada».
	•	Parinaz (پریناز): «con la coquetería de las hadas».
	•	Parisá (پریسا): «parecida una hada».
	•	Parmidá (پارمیدا): «sabia»:
	•	Parvané (پروانه): «mariposa».
	•	Parvín (پروین): «Pléyades».
	•	Pegah (پگاه): «alba».
	•	Pupak (پوپک): «abubilla».
	•	Purán (پوران): «descendiente».
R
editar
	•	Rana (رعنا).
	•	Roiá (رؤیا): «dulce sueño».
	•	Rojsar, Rojsaré (رخسار، رخساره): «rostro».
	•	Roxana (رکسانا): «brillante».
	•	Royín (رژین): «diurna» (kurdo).
	•	Rudabé (رودابه): «hija luminosa».
	•	Runak (روناک): «clara, luminosa».
	•	Ruyá (روجا): «Sirio» (mazandaraní).
S
editar
	•	Saghar (ساغر): «copa».
	•	Sahá (سها): Alcor.
	•	Sahar, Saharé (سحر): «alba».
	•	Sanaz (ساناز): «extraordinaria».
	•	Saré (ساره): «pura» (kurdo).
	•	Saié (سایه): «sombra»:
	•	Sepantá (سپنتا): «santa».
	•	Sepidé (سپیده): «alba, amanecer».
	•	Setaré (ستاره): «estrella».
	•	Shabnam (شبنم): «rocío».
	•	Shadí (شادی): «alegría».
	•	Shahín (شهین): «real, perteneciente a la realeza».
	•	Shahlá (شهلا): «de ojos negros».
	•	Shahnaz (شهناز): «orgullo del rey».
	•	Shahrnush (شهرنوش): «dulzura de la ciudad».
	•	Shahrzad (شهرزاد): «persona de la ciudad».
	•	Shakibá (شکیبا): «obediente».
	•	Shaparak (ساپرک): «mariposa».
	•	Sheydá (شیدا): «apasionada».
	•	Shirín (شیرین): «dulce».
	•	Shivá (شیوا): «elocuente, que atrae con la palabra».
	•	Shokufé (شکوفه): «flor de árbol frutal, capullo, brote».
	•	Shohré (شهره): «famosa» (árabe).
	•	Simá (سیما): «imagen, rostro, señal».
	•	Simín (سیمین): «argentea, plateado».
	•	Solmaz (سولماز): «siempre joven» (azerí).
	•	Sombolé (سنبله): «espiga de trigo; Virgo»
	•	Sorayyá (ثریا): Pléyades(árabe).
	•	Sougand (سوگند): juramento.
	•	Sudabé (سودابه): «rentable; que da a luz hijas».
	•	Surí (سوری): «roja, celebración, fiesta, reunión feliz».
	•	Susán (سوسن): «azucena».
T
editar
	•	Taheré (طاهره): pronunciación persa de Tahira; pura, limpia (árabe).
	•	Tandís (تندیس): «placa de valor, estatuilla».
	•	Tará (تارا): «estrella».
	•	Tarané (ترانه): «hermosa; canción».
	•	Tiná (تینا): «flor» (persa medio).
	•	Turán (توران): país de la geografía tradicional irania.
V
editar
	•	Vida (ویدا): «que enseña».
Y
editar
	•	Yalé (ژاله): «rocío».
	•	Yamilé (جمیله): «hermosa, bella» (pronunciación persa de la palabra árabe Yamila).
	•	Yasmín, Yasamán (یاسمین، یاسمن): «jazmín».
	•	Yilá (ژیلا): «rocío».
Z
editar
	•	Zarí (زری): «áurea, dorada».
	•	Zibá (زیبا): «bella».
	•	kurosh (.ji)
Masculinos
editar
A
editar
	•	Abbás (عباس): «austero» (árabe).
	•	Abdollah (عبدالله): Abdalá; «servidor de Dios» (árabe).
	•	Abtín (آبتین): «espíritu perfecto, persona de buenas obras».
	•	Afrasiab (افراسیاب): «aterrador».
	•	Afshín (افشین).
	•	Ahmad (احمد): «altamente alabado» (árabe).
	•	Alí (علی): «alto, noble» (árabe).
	•	Amir (امیر): «emir, príncipe» (árabe).
	•	Arash (آرش): «brillante».
	•	Ariá (آریا): «noble; ario».
	•	Armán (آرمان): «ideal».
	•	Armín (آرمین): «siempre victorioso».
	•	Arshiá (ارشیا): «trono real».
	•	Artín (آرتین): «inteligente».
	•	Aryang (ارژنگ): «adorno».
	•	Ashkán (اشکان): «lágrima».
	•	Azad (آزاد): «libre, libertad».
	•	Azarnush (آذرنوش): «fuego eterno».
B
editar
	•	Babak (بابک): «padre joven».
	•	Bahador (بهادر): «atrevido, valiente» (turco).
	•	Bahmán (بهمن): «de buen pensamiento».
	•	Bahram (بهرام): «victoria».
	•	Bajtiar (بختیار): «afortunado».
	•	Bamdad (بامداد): «alba».
	•	Barbad (باربد): nombre de músico célebre de la corte de Cosroes I.
	•	Behdad (بهداد): «bien creado».
	•	Behnam (بهنام): «honorable».
	•	Behnud (بهنود): «de buena salud».
	•	Behrang (بهرنگ): «de buen color».
	•	Behruz (بهروز): «próspero, buen día».
	•	Behzad (بهزاد): «bien nacido».
	•	Biyán (بیژن): «trovador, guerrero».
D
editar
	•	Damón, Damún (دامون): «bosque frondoso» (mazandaraní).
	•	Dará (دارا): «poseedor, adinerado».
	•	Davar (داور): «juez, árbitro».
	•	Davod (داوود، داود): pronunciación persa de Dawud, “David”.
	•	Delshad (دلشاد): «de corazón alegre».
E
editar
	•	Ebrahim (ابراهیم): pronunciación persa de “Ibrahim”, Abraham.
	•	Esfandiar (اسفندیار): «creación sagrada».
	•	Esmail (اسماعیل): Ismael.
F
editar
	•	Farbod (فربد): «glorioso».
	•	Fardín (فردین): «único; de religión gloriosa; abreviatura de farvardín».
	•	Faramarz (فرامرز): «gloria que perdona».
	•	Farhad (فرهاد).
	•	Farimán (فریمان): «gloria de la fe».
	•	Farnud (فرنود): «prueba».
	•	Farroj (فرخ): «de rostro glorioso».
	•	Farshad (فرشاد): «espíritu, razón; Marte».
	•	Farshid (فرشید): «brillante».
	•	Farzad (فرزاد): «nacido de la gloria».
	•	Farzán (فرزان): «sabio, inteligente».
	•	Farzín (فرزین): «dama (ajedrez)».
	•	Fereydún (فریدون): hijo mayor de la deidad Tritas.
	•	Ferdóus, Firdaus (فردوس): «paraíso».
	•	Firuz (فیروز): «próspero, dichoso».
G
editar
	•	Golzar (گلزار): rosaleda.
H
editar
	•	Habibollah (حبیب‌الله): Habibolá; amado de Alá, amado de Dios (árabe).
	•	Hamid (حمید). (árabe)
	•	Heydar (حیدر): pronunciación persa de "Haidar", león
	•	Homayún: augusto.
	•	Humán (هومن): afable, bondadoso
	•	Hushang (هوشنگ).
I
editar
	•	Irad (ایراد): deseo (árabe).
	•	Iradch (ایرج). J
editar
	•	Jashayar (خشایار): «héroe», Jerjes.
	•	Jodadad (خداداد): Diosdado.
	•	Josróu (خسرو): de buena reputación.
	•	Jorshid (خورشید): Sol.
K
editar
	•	Kambiz (کامبیز): Cambises, en forma afrancesada.
	•	Kamrán (کامران): «afortunado».
	•	Kamiar (کامیار): «victorioso».
	•	Kavé (کاوه): nombre del legendario herreroque se rebeló contra Zahhak.
	•	Keyhán (کیهان): «universo, mundo».
	•	Keyván (کیوان): Saturno.
	•	Kiá (کیا): «grande, fuerte, guardián, señor».
	•	Kianush (کیانوش): «dulcísimo».
	•	Kiarash (کیارش): «gran señor».
	•	Kuhyar (کوهیار): «amigo de la montaña, sólido».
	•	Kurosh (کوروش): Ciro.
	•	Kushá (کوشا): «esforzado».
M
editar
	•	Mahbod (مهبد): «bello como un ídolo lunar».
	•	Mahyar (مهیار): «amigo de la Luna».
	•	Maní (مانی): «alhaja».
	•	Mansur (منصور): «victorioso por socorro divino» (árabe).
	•	Manuchehr (منوچهر): «rostro celestial».
	•	Masud (مسعود): «afortunado» (árabe).
	•	Mazdak (مزدک): «pequeño sabio».
	•	Mehrán (مهران): «mitraico».
	•	Mehrdad (مهرداد): «dado por Mehr (Mitra, dios de la divinidad e hipóstasis de la alianza en el zoroastrismo), regalo del Sol».
	•	Mohsén (محسن): pronunciación persa de “Muhsin”, «hombre caritativo» (árabe).
N
editar
	•	Narimán (نریمان): «héroe».
	•	Navid (نوید): «imperceptible».
	•	Nikpey (نیک‌پی): «de buena estirpe».
	•	Nimá (نیما): «justo».
	•	Nevid (‌‍دثرهی): «buenas noticias, mensajero de buenas noticias».
O
editar
	•	Omar (عمر): vida, primero hijo (árabe).
	•	Omid (امید): esperanza.
P
editar
	•	Parsá (پارسا): «virtuoso, ascético».
	•	Parviz (پرویز): «afortunado, feliz».
	•	Payam (پیام): «mensaje».
	•	Pedram (پدرام): «jovial».
	•	Pedshmán (پژمان): «triste».
	•	Peymán (پیمان): «pacto».
	•	Puyá (پویا): «dinámico».
R
editar
	•	Rahí (رهی): «viajero, en camino».
	•	Rahmán (رحمان): «clemente» (árabe).
	•	Ramín (رامین): «feliz».
	•	Rashid (رشید): «valiente» (árabe).
	•	Rezá (رضا): «permiso, acuerdo» (árabe).
	•	Rostam (رستم): «corpulento».
	•	Ruhollah (روح‌الله): «espíritu de Dios» (árabe).
	•	Ruzbeh (روزبه): «afortunado, próspero».
S
editar
	•	Sahand (سهند): nombre de una cordillera volcánica en el Azerbaiyán iraní.
	•	Samad (صمد): «eterno, absoluto» (árabe).
	•	Samán (سامان): «orden».
	•	Sasán (ساسان): «mendigo».
	•	Sepand (سپند): «ruda; santo».
	•	Shahab (شهاب): «meteoro, estrella fugaz» (árabe).
	•	Shahín (شاهین): «halcón».
	•	Shahruz (شهروز): «día de reyes».
	•	Shapur, Shahpur (شاهپور): Sapor, «hijo del rey».
	•	Shahyahán (شاهجهان): «rey del mundo».
	•	Shahroj (شاهرخ): «perfil real».
	•	Shahzad (شهزاد): «hijo del rey».
	•	Shahriar (شهریار): «rey».
	•	Shaián (شایان): «digno; como debe ser».
	•	Siavash (سیاوش): «poseedor de caballos negros».
	•	Siamak (سیامک): «soltero».
	•	Siná (سینا): «que expande el pecho».
	•	Sibuyé (سیبویه): «manzanil».
	•	Sohrab (سهراب): «ilustre, iluminado».
	•	Sorush (سروش): ángel mensajero de la Divinidad en el mazdeísmo.
	•	Surén, Surená (سورن، سورنا): «heroico» nombre de un caudillode época parta arsácida.
	•	Sushiant (سوشیانت): nombre del Salvador de la escatología zoroástrica.
T
editar
	•	Taher (طاهر): «puro, limpio» (árabe).
	•	Tiam (تیام): «mis ojos» (lorí).
	•	Turach (تورج): «valiente».
V
editar
	•	Vahid (وحید): único (árabe).
	•	Vigén (ویگن): «salto, brico».
Y
editar
	•	Yashar (یاشار): «siempre vivo» (azerí).
	•	Yahán (جهان): «mundo».
	•	Yahangir (جهانگیر): «conquistador del mundo».
	•	Yalaloddín (جلال‌الدین): «majestad de la fe, majestad de la religión» (árabe).
	•	Yamshid (جمشید): «poseedor del cáliz».
	•	Yavid (جاوید): «eterno».
Z
editar
	•	Zartosht (زرتشت): Zoroastro, Zaratustra, poseedor de camellos amarillentos
	•	Zubin (زوبین): lanza corta.

## Nombres persas y su equivalente en español
Para los nombres islámicos de la mayoría de los persas y los nombres cristianos árabes exclusivamente de los persas, véase también Onomástica árabe.
| Nombre persa | Nombre español |
| ------------ | -------------- |
| Ardeshir     | Artajerjes     |
| Dariush      | Darío          |
| Eskandar     | Alejandro      |
| Kurosh       | Ciro           |
| Qaisar       | César          |
| Setaré       | Estrella       |

### Nombres Otros
| Nombre Persa | Nombre Español  |
| ------------ | --------------- |
| Roshanak     | Roxana, Roxanne |